# Шапіро Лев Борисович
Лев Борисович Шапіро (нар. 8 березня 1927, місто Середина-Буда Глухівської округи, тепер Середино-Будського району Сумської області, України — 25 січня 2021) — радянський державний і політичний діяч, перший секретар обкому КПРС Єврейської автономної області. Член Центральної Ревізійної Комісії КПРС у березні 1976 — березні 1981 року, кандидат у члени ЦК КПРС у березні 1981 — 25 квітня 1989 р. Обирався депутатом Верховної Ради РРФСР 8-го скликання, Верховної Ради СРСР 9-го, 10-го, 11-го скликань.

## Біографія
У 1949 році закінчив Московський інститут сталі і сплавів.
У 1949—1960 рр. — контролер, контрольний майстер, начальник дільниці, підручний сталевара, майстер, начальник зміни, заступник начальника мартенівського цеху, а у 1960—1966 рр. — начальник мартенівського цеху заводу «Амурсталь» у місті Комсомольську-на-Амурі.
Член КПРС з 1959 року.
У 1966—1970 рр. — секретар партійного комітету заводу «Амурсталь» у місті Комсомольську-на-Амурі.
У березні 1970— липні 1987 рр. — 1-й секретар обласного комітету КПРС Єврейської автономної області.
З липня 1987 року – на пенсії.
У 1988 році переїхав жити до Москви, де невдовзі вийшов з Компартії через антисемітські вислови і заперечування Голокосту деякими з партійних членів у генеральських званнях.

### Діяльність
Шапіро Л. Б. фактично очолював Єврейську автономну область у 1970—80 роки. За його головування розгорнулося масове житлове будівництво, були реконструйовані промислові підприємства автономії: заводи силових трансформаторів, «Дальсільмаш», Теплоозерскій цементний, Лондоковській вапняний, та комбінат «Хінганолово». Завод силікатної цегли з польським обладнанням був побудований в сел. Приамурский Смідовічского району. У ті роки Біробіджан був центром легкої промисловості Далекого Сходу (в місті працювали п'ять фабрик галузі), зросли обсяги виробництва сільськогосподарської продукції. Автономна область забезпечувала молочною продукцією, картоплею, овочами Комсомольськ-на-Амурі та північні райони Хабаровського краю.